# Phyllis Whitney
Phyllis Ayame Whitney, född 9 september 1903 i Yokohama i Japan, död 8 februari 2008 i Faber i Nelson County i Virginia, var en legendarisk amerikansk deckarförfattare som var unik inom sin genre då hon skrev böcker för både unga och gamla. Hon kallades allmänt för drottningen av amerikansk gotik. Många av hennes böcker utspelar sig på exotiska platser. 
Whitney skrev mer än 70 romaner och blev belönad flera gånger. Hon fick Edgar Award 1961 och 1964 för bästa ungdomsdeckare. 1988 fick hon det internationella Grand Master Award för sin långa framgångsrika karriär. Whitney avled i lunginflammation den 8 februari 2008, 104 år gammal.